# Georg Ahlgren
Georg Ahlgren, född den 22 juni 1863 i Landskrona, död den 9 juni 1949 i Malmö, var en svensk militär och diplomat. Han var måg till Emil Flensburg och far till Per Ahlgren.
Ahlgren blev underlöjtnant vid Södra skånska infanteriregementet 1882. Efter att ha genomgått Krigshögskolan 1886–1888 blev han löjtnant vid regementet 1892 och kapten där 1901. Ahlgren blev regementsadjutant 1890, regementskvartermästare 1900 och kompanichef 1905. Han övergick till tjänstgöring vid generalstaben 1907. Ahlgren blev major vid Karlskrona grenadjärregemente 1909 och överstelöjtnant 1913. Han var militärattaché i Köpenhamn och Kristiania 1911–1914. Efter att ha befordrats till överste på reservstat 1916 var Ahlgren legationsråd vid beskickningen i Konstantinopel 1917–1920. Han var under den tiden chargé d'affaires omkring ett år. Ahlgren publicerade Anteckningar ur Södra skånska infanteriregementets historia (1894). Han invaldes som ledamot av Örlogsmannasällskapet 1915. Ahlgren blev riddare av Svärdsorden 1903 och kommendör av andra klassen av samma orden 1922. Han vilar på Sankt Pauli norra kyrkogård i Malmö.